# Liste von Dateinamenserweiterungen/O
In dieser Liste sind übliche Dateinamenserweiterungen aufgelistet, die in einigen Betriebssystemen zur Unterscheidung von Dateiformaten verwendet werden. In anderen Betriebssystemen erfolgt die Dateitypenidentifikation hauptsächlich über den Dateivorspann und bei E-Mail-Anhängen hat der MIME-Type eine größere Bedeutung als die Dateinamenserweiterung. Systeme, die nach den beiden letztgenannten Vorgehensweisen verfahren, ignorieren die Erweiterung meist vollständig. 
| Dateinamenserweiterung | MIME-Typ                                        | Vollständiger Name                  | Bemerkungen, Verwendung |
| ---------------------- | ----------------------------------------------- | ----------------------------------- | --- |
| .o                     | application/octet-stream                        | Object                              | Objektdatei (Unix) |
| .o2c                   |                                                 | Object 2 See                        | |
| .o7o                   |                                                 | open7x0.org install file            | Installationsdatei im .tar.bz2-Format für die Geräteserie Gigaset M7x0                                                                        |
| .oab                   | application/oda                                 | MS Outlook                          | Outlook offline address book (im Zusammenspiel mit MS Exchange-Server)                                                                        |
| .obd                   |                                                 | MS Office Binder File               | – |
| .obj                   |                                                 | Object                              | Objektdatei (DOS, Windows, OS/2) |
| .obj                   |                                                 | Grafikdatei von Tgif                | |
| .obml                  |                                                 | Opera Binary Markup Language        | Von Opera Mini gespeicherte Webseiten |
| .oct                   |                                                 | VIP-Befehlssatz                     | VIP |
| .ocx                   |                                                 | Programmerweiterung                 | Microsoft OLE custom controls |
| .odb                   | application/vnd.oasis.opendocument.database     | OpenDocument Database               | OASIS-Datenbankdatei* |
| .odc                   |                                                 | OpenDocument Chart                  | OASIS-Diagrammdokument* |
| .odf                   | application/vnd.oasis.opendocument.formula      | OpenDocument-Formel                 | OASIS-Formeldokument* |
| .odg                   | application/vnd.oasis.opendocument.graphics     | OpenDocument Graphics               | OASIS-Zeichnungsdokument* |
| .odi                   |                                                 | OpenDocument Image                  | OASIS-Bilddatei* |
| .odm                   | application/vnd.oasis.opendocument.text-master  | OpenDocument Master                 | OASIS-Globaldokument* |
| .odp                   | application/vnd.oasis.opendocument.presentation | OpenDocument Presentation           | OASIS-Präsentationsdokument* |
| .ods                   | application/vnd.oasis.opendocument.spreadsheet  | OpenDocument Spreadsheet            | OASIS-Tabellendokument* |
| .odt                   | application/vnd.oasis.opendocument.text         | OpenDocument Text                   | OASIS-Textdokument* (auch KWord, AbiWord und TextMaker 2005; Open Office ab Version 2.0)                                                      |
| .ofc                   |                                                 | Open Financial Connectivity         | Finanzdatei, zum Übertragen von Daten z. B. aus einem Bankkonto in eine Finanzapplikation                                                     |
| .off                   |                                                 | Object File Format                  | Beschreibung von Polygonen in wissenschaftlicher Software                                                                                     |
| .ofr                   |                                                 | OptimFROG                           | verlustfrei komprimierendes Audioformat |
| .oft                   |                                                 | MS Outlook                          | Outlook Formatvorlage (Outlook Format Template)                                                                                               |
| .ofx                   |                                                 | Open Financial Exchange             | Offenes Dateiformat für Finanzdatenaustausch                                                                                                  |
| .oga                   | audio/ogg                                       | Ogg Audio                           | freies Containerformat für Audio-Streamdaten, enthält im Falle dieser Dateinamenserweiterung (Ogg-)Vorbis-Audio                               |
| .ogg                   | audio/ogg                                       | Ogg                                 | freies Containerformat für Video- und Audio-Stream- und Metadaten, enthält im Falle dieser Dateinamenserweiterung meistens (Ogg-)Vorbis-Audio |
| .ogm                   |                                                 | Ogg Media                           | freies Containerformat für Video- und Audio-Stream- und Metadaten (nicht offiziell)                                                           |
| .ogv                   | video/ogg                                       | Ogg Video                           | freies Containerformat für Video- und Audio-Stream- und Metadaten, enthält im Falle dieser Dateinamenserweiterung mindestens Theora-Video     |
| .ogx                   | application/ogg                                 | Ogg Application                     | freies Containerformat für application/ogg |
| .okt                   |                                                 | Oktalyzer                           | Trackermodul (Musikformat) des Amiga Oktalyzers                                                                                               |
| .ol                    |                                                 | ol                                  | ProductView 3D Viewer Part File from PTC |
| .old                   |                                                 | old                                 | Sicherungsdatei; wie .bak |
| .olk                   |                                                 | –                                   | Adressbuch (MS Outlook) |
| .oma                   |                                                 | OpenMG Audio                        | komprimiertes Audioformat von Sony, das sich einfach in MP3 umwandeln lässt (siehe Tools beim OpenMG Artikel)                                 |
| .omg                   |                                                 | O&O DiskImage Disk Image            | Image-Format von O&O DiskImage |
| .one                   |                                                 | OneNote                             | Bildschirmausschnitt von Microsoft OneNote (Teil von manchen Office-Versionen)                                                                |
| .OPJ                   |                                                 | -                                   | OrCad Project File/Origin Project File (OriginLab)                                                                                            |
| .opt                   |                                                 | –                                   | Arbeitsbereich-Konfigurationsdatei unter C++                                                                                                  |
| .or#                   |                                                 | Lotus Organizer Datei               | # = Organizer-Version (4-6) |
| .orf                   |                                                 | Olympus Raw File                    | Rohdatendatei von digitalen Olympus-Spiegelreflexkameras                                                                                      |
| .organ                 |                                                 | (Virtuelle) Orgelbeschreibungsdatei | Funktionsliste für den virtuellen Orgeln (Samplingsammlungsverwaltung) MyOrgan und GranOrgue                                                  |
| .ost                   |                                                 | MS Outlook                          | Outlook Offline-Synchronisierungsdatei (ähnlich .pst)                                                                                         |
| szo                    |                                                 | su! beatmap Zipo                    | p-komprimierter Ordner, der alle Daten einer osu! beatmap enthälti                                                                            |
| .otf                   |                                                 | OpenType Font                       | Schriftdatei mit Postscript-Konturen |
| .otg                   |                                                 | ODoc. Template Drawing              | OASIS-Zeichnungsdokumentvorlage* |
| .oth                   |                                                 | ODoc. Template HTML                 | OASIS HTML-Dokumentvorlage* |
| .otp                   |                                                 | ODoc. Template Presentation         | OASIS-Präsentationsdokumentvorlage* |
| .otrkey                |                                                 | Otrkey File                         | Codierte Video-Datei des OnlineTVRecorders (http://www.onlinetvrecorder.com/)                                                                 |
| .ots                   |                                                 | ODoc. Template Spreadsheet          | OASIS-Tabellendokumentvorlage* |
| .ott                   |                                                 | ODoc. Template Text                 | OASIS-Textdokumentvorlage* (auch KWord, AbiWord und TextMaker 2005)                                                                           |
| .out                   |                                                 | –                                   | Ausführbare Datei (Linux) |
| .ova                   |                                                 | Open Virtualization Format          | Austauschformat für virtuelle Maschinen; s. a. .ovf                                                                                           |
| .ova                   |                                                 | Octava Datei                        | Musiknoten-Format von Obtiv Octava |
| .ovf                   |                                                 | Open Virtualization Format          | Austauschformat für virtuelle Maschinen; s. a. .ova                                                                                           |
| .ovl                   |                                                 | Vektordaten-Overlay                 | Top50 |
| .ovl                   |                                                 | Overlay                             | WordStar |
| .oxps                  | application/oxps                                | XML Paper Specification             | Ersetzt seit Windows 8 das vorher verwendete XPS-Format.                                                                                      |

*) StarOffice ab Version 8 bzw. OpenOffice.org ab Version 2.0 (lesend bereits ab Version 1.1.5).